# Nouvion-le-Comte
Nouvion-le-Comte település Franciaországban, Aisne megyében. Lakosainak száma 241 fő (2022. január 1.). Nouvion-le-Comte Anguilcourt-le-Sart, Courbes, Nouvion-et-Catillon és Renansart községekkel határos.

## Népesség
A település népességének változása:
| Lakosok száma | 325  | 265  | 281  | 279  | 269  | 253  | 249  | 246  | 245  | 241  |
|               | 1968 | 1982 | 1990 | 2006 | 2013 | 2015 | 2017 | 2019 | 2020 | 2022 |